# Катранено езеро
През 1595 г. английският изследовател Уолтър Рали пристигнал в Тринидад, и бил първият европеец, който чул за „Тера де Брий“ - мистериозна местност, където имало езеро с черно вещество, вместо вода. Оказало се, че черното вещество е катран (битум или асфалт). Днес езерото е известно като Катраненото езеро и е най-голямото в света находище на битум. Катраненото езеро се образувало преди около 50 млн. години от гниещите остани на морски организми. Те отделяли вещества, наречени въглеводороди, които се просмуквали през скалите и след ред химични преобразувания, се превърнали в битум. Размествания на земните пластове изтласкали битума на повърхността. В пейзажа на Катраненото езеро има нещо свръхестествено и потискащо – недалече пред погледа се разстилат тъмносиви гънки, а между тях има кухини, които след дъжд се пълнят с вода. Повърхността се движи непрекъснато, тъй като битумът блика изпод земята и се разстила от центъра на езерото към периферията. От време на време се разнася шум от пукането на мехурчета газове, излизащи от земните недра.

### История
Шумерите използвали битума като спойващ материал, а вавилонците – като хидроизолиращ. Катраненото езеро в Тринидад се експлотира повече от сто години, но няма ни най-малък белег, че се изчерпва, тъй като битумът веднага запълва всяка новопоявила се пукнатина.